# Gabriele Kister
Gabriele Kister (* 8. Juni 1947; † 4. Dezember 2016 in Berlin) war eine deutsche Drehbuchautorin, die unter anderem Drehbücher für Verfilmungen von Rosamunde Pilcher, Utta Danella, Barbara Wood und die Fernsehserien Der Bergdoktor und Familie Dr. Kleist verfasste.

## Biografie
Gabriele Kister schrieb 1993 ihr erstes Drehbuch mit dem Titel Fluchthilfe für die Fernsehserie Der Bergdoktor. Daraus wurden schließlich Drehbücher für 21 Episoden der Serie, endend 1998 mit der Folge Sturm im Herzen. 1997 schrieb Kister ihr erstes Drehbuch für die Verfilmung einer Geschichte von Rosamunde Pilcher mit dem Titel Wind der Hoffnung, dessen englische Version von Jennie Blackton verfasst wurde. Regie bei diesem Film führte Rolf von Sydow. Noch im selben Jahr folgte ein weiteres Drehbuch nach Pilchers Vorlage „Spanish Ladies“ mit dem deutschen Titel Zwei Schwestern, bei dem wiederum Sydow der Regisseur war. Auch bei der 1998 folgenden Pilcher-Verfilmungen Der Preis der Liebe führte Sydow Regie. Eine weitere Verfilmung mit dem Titel Dornen im Tal der Blumen nach einem Drehbuch von Kister erschien ebenfalls 1998, Regie führte Dieter Kehler, mit dem Kister in weiteren fünf Filmen der Reihe zusammenarbeitete. Im Jahr 1999 entstanden zwei weitere Filme innerhalb der Verfilmungen nach Rosamunde Pilcher, an die sich bis zum Jahr 2014 weitere 13 Drehbücher anschlossen, endend 2014 mit Rosamunde Pilcher: Evitas Rache, basierend auf der Geschichte „Anna Alone“.
Kisters erstes Drehbuch nach einem Werk der US-amerikanischen Schriftstellerin Barbara Wood verfasste sie für den 1998 erschienenen Film Herzflimmern, bei dem Dieter Kehler Regie führte und Maria Furtwängler, Ursula Buschhorn und Carol Campbell die Hauptrollen spielten. Für das 2001 erschienene Drama nach Barbara Wood Traumzeit mit Alexandra Kamp, Hardy Krüger junior und Mariella Ahrens schrieb Kister ebenfalls das Drehbuch. Ebenso für das 2005 veröffentlichte romantische Drama Barbara Wood – Das Haus der Harmonie. Im Zeitraum 2002 bis 2004 entstanden zudem vier Drehbücher, die auf den Werken der deutschen Schriftstellerin Utta Danella beruhen. Von 2006 bis 2013 verfasste Kistner für fünfzehn Episoden der Familienserie Familie Dr. Kleist Drehbücher.
Für den 2008 erschienenen Kinofilm Feuerherz – Die Reise der jungen Awet schrieb Kister zusammen mit Luigi Falorni das Drehbuch. Die Geschichte handelt von einer Kindersoldatin zur Zeit des Bürgerkriegs in Eritrea. Für die Verfilmung von Iny Lorentz’ Roman Die Wanderhure (2010) mit Alexandra Neldel in der Titelrolle verfasste Kister ebenfalls das Drehbuch. Iny und Elmar Lorentz äußerten, „es sei beeindruckend, wie die Drehbuchautorin Gabriele Kister und der Regisseur Hansjörg Thurn ihren Roman in das Medium Film umgesetzt“ hätten.
Kisters letzte Arbeit wird für den 2018 veröffentlichten Fernsehfilm Dich zu lieben nach der irischen Schriftstellerin Cecelia Ahern mit Jessica Ginkel und Kai Schumann in den Hauptrollen gelistet.

## Filmografie (Auswahl)
– wenn nicht anders angegeben, Fernsehfilme –
- 1993–1998: Der Bergdoktor (Fernsehserie, 21 Folgen)
- 1997: Guppies zum Tee
- 1997: Rosamunde Pilcher: Wind der Hoffnung
- 1997: Rosamunde Pilcher: Zwei Schwestern
- 1998: Fieber – Ärzte für das Leben (Arztserie, Staffel 1, Folge 8 Schrecken ohne Ende)
- 1998: Barbara Wood: Herzflimmern
- 1998: Rosamunde Pilcher: Der Preis der Liebe
- 1998: Rosamunde Pilcher: Melodie des Herzens
- 1999: Rosamunde Pilcher: Magie der Liebe
- 1999: Rosamunde Pilcher: Dornen im Tal der Blumen
- 1999: Rosamunde Pilcher: Blüte des Lebens
- 2000: Rosamunde Pilcher: Zerrissene Herzen
- 2001: Barbara Wood: Traumzeit
- 2001: Liebe, Tod und viele Kalorien
- 2001, 2001: St. Angela (Fernsehserie, Folgen Liebe auf den ersten Blick und In der Hitze der Nacht)
- 2001: Die Pferdefrau
- 2001: Jenseits des Regenbogens
- 2002: Rosamunde Pilcher: Wenn nur noch Liebe zählt
- 2002: In Liebe vereint
- 2002: Utta Danella – Die Hochzeit auf dem Lande
- 2003: Utta Danella – Die andere Eva
- 2003: Das Traumschiff: Südsee
- 2003: Rosamunde Pilcher: Paradies der Träume
- 2004: Utta Danella – Der Mond im See
- 2004: Utta Danella – Plötzlich ist es Liebe
- 2004: Rosamunde Pilcher: Traum eines Sommers
- 2004: Rosamunde Pilcher: Tiefe der Gefühle
- 2005: Ums Paradies betrogen (Mini-Serie, 2 Folgen)
- 2005: Barbara Wood – Das Haus der Harmonie
- 2005: Rosamunde Pilcher: Über den Wolken
- 2006: Robin Pilcher – Jenseits des Ozeans
- 2006: Rosamunde Pilcher: Wo die Liebe begann
- 2006–2013: Familie Dr. Kleist (Fernsehserie, 15 Folgen)
- 2007: Rosamunde Pilcher: Wiedersehen am Fluss
- 2007: Die Frauen der Parkallee
- 2007: Rosamunde Pilcher: Sieg der Liebe
- 2008: Feuerherz – Die Reise der jungen Awet (Kinofilm)
- 2008: Rebecca Ryman: Wer Liebe verspricht
- 2009: Rosamunde Pilcher: Herzenssehnsucht
- 2009: Rosamunde Pilcher: Lass es Liebe sein
- 2010: Die Wanderhure
- 2010: Rosamunde Pilcher: Wenn das Herz zerbricht
- 2013: Die verbotene Frau
- 2014: Rosamunde Pilcher: Evitas Rache
- 2018: Cecelia Ahern – Dich zu lieben